# Brian Jacques
James Brian Jacques (Liverpool, 15 juni 1939 - aldaar, 5 februari 2011) was een Engels schrijver, vooral bekend voor zijn Redwall-boekenserie en de Tribes of Redwall en Castaways of the Flying Dutchman-serie. Hij schreef onder andere ook twee collecties met kortverhalen getiteld The Ribbajack & Other Curious Yarns en Seven Srange and Ghostly Tales.

## Biografie
Jacques werd geboren in Liverpool, Engeland op 15 juni 1939 als de zoon van James (een truckchauffeur) en Ellen. Hij groeide op in de omgeving van de dokken van Liverpool. Hij maakte kennis met literatuur door zijn vader, die een voorliefde had voor boeken. Zijn vader las hem onder andere de verhalen van Arthur Conan Doyle, Robert Louis Stevenson en Edgar Rice Burroughs voor en liet hem kennismaken met de schrijverswereld.
Jacques studeerde aan de St. John's privé-school tot zijn vijftiende, wanneer hij op avontuur vertrok als zeezeiler.
Hij overleed op 5 februari 2011 aan een hartstilstand, in Liverpool.
In 1986 verscheen zijn eerste boek, Redwall, het eerste deel in de gelijknamige serie. Het tweeëntwintigste deel is gepland om in 2011 te worden gepubliceerd.
Tot dusver verkocht Jacques meer dan twintig miljoen exemplaren in achtentwintig verschillende talen.

## Werken
- 1986 - Redwall
- 1988 - Mossflower
- 1989 - Mattimeo
- 1991 - Mariel of Redwall
- 1992 - Salamandastron
- 1993 - Martin the Warrior
- 1994 - The Bellmaker
- 1995 - Outcast of Redwall
- 1996 - The Pearls of Lutra
- 1997 - The Long Patrol
- 1998 - Marlfox
- 1999 - The Legend of Luke
- 2000 - Lord Brocktree
- 2001 - The Taggerung
- 2002 - Triss
- 2003 - Loamhedge
- 2004 - Rakkety Tam
- 2005 - High Rhulain
- 2007 - Eulalia!
- 2008 - Doomwyte
- 2010 - The Sable Quean
- 2011 - The Rogue Crew

Castaways of the Flying Dutchman-serie
- 2001 - Castaways of the Flying Dutchman
- 2003 - The Angel's Command
- 2006 - Voyage of the Slaves

Tribes of Redwall serie
- 2001 - Tribes of Redwall Badgers
- 2001 - Tribes of Redwall Otters
- 2002 - Tribes of Redwall Mice
- 2003 - Tribes of Redwall Squirrels
- 2006 - Tribes of Redwall Hares

Diverse andere Redwall boeken
- 1996 - The Great Redwall Feast
- 1997 - Redwall Map & Riddler
- 2000 - Redwall Friend & Foe
- 2003 - A Redwall Winter's Tale
- 2005 - The Redwall Cookbook

Urso Brunox
- 2003 - Urso Brunov, Little Father of All Bears
- 2008 - Urso Brunox and the White Emperor

Deze twee boeken zijn geïllustreerde boeken die in samenwerking met illustrator Alexi Natchev werden gemaakt
Andere werken
- 1991 - Seven Strange and Ghostly Tales
- 2004 - The Ribbajack & Other Curious Yarns